# WWF女子雙打冠軍
WWF女子雙打冠軍（英語：WWF Women's Tag Team Championship），是隸屬於世界摔角娛樂的前身，也就是當時的世界摔角聯盟的一冠軍項目。WWF女子雙打冠軍成立於1983年，退役於1989年2月14日。